# Грань (телесериал)
«Грань», или «За гра́нью» (англ. Fringe) — американский научно-фантастический телесериал Дж. Дж. Абрамса, Алекса Куртцмана и Роберто Орси. Премьера сериала состоялась в США 9 сентября 2008 года на телеканале Fox. Финальная сотая серия сериала вышла в эфир 18 января 2013 года.
В сериале рассказывается о специальном агенте ФБР Оливии Данэм, безумном учёном Уолтере Бишопе и его сыне Питере, которые расследуют ряд загадочных преступлений, называемых «Образцом» («Моделью» или «Схемой»). В своих расследованиях они сталкиваются с такими аспектами науки «за гранью», как телепатия, левитация, невидимость, реинкарнация, генетическая мутация. Это выглядит так, как будто кто-то экспериментирует над целым миром, а Оливия, Питер, Уолтер и остальные сотрудники межведомственного подразделения «Грань» работают над определением их источника.

## Производство

### Концепция и создание
Телесериал был создан в соавторстве Дж. Дж. Абрамсом, Роберто Орси и Алексом Куртцманом и произведен продюсерской компанией Bad Robot при поддержке Warner Bros. Television. В это время Абрамс работал с Орси и Куртцманом над фильмом «Звёздный путь». Первые наброски сериала появились в процессе работы над фильмом во время комик-кона Сан-Диего. Позже Абрамс привлёк для помощи Брайана Берка, с которым сотрудничал на нескольких фильмах до этого.
Абрамс черпал вдохновение для «Грани» в различных источниках, среди которых были работы Майкла Крайтона, фильм «Другие ипостаси», фильмы Дэвида Кроненберга, а также телесериалы «Секретные материалы» и «Сумеречная зона».
Орси рассказывал, что «Грань» носит «новый характер повествования», сочетая в себе черты процедурала и культовых сериалов с общей линией одновременно. Шаблон процедуральной драмы был выбран потому, что во время премьеры 6 из 10 сериалов носили такой формат. Изначально Абрамс планировал назвать сериал «Лаборатория» (англ. The Lab), поскольку по его замыслу лаборатория Уолтера Бишопа была эпицентром действия, где «возможно всё».
Для сериала была важна общая повествовательная линия с крупными сюжетными элементами, однако Абрамс признавал трудности, с которыми столкнулись его предыдущие телесериалы, такие как «Остаться в живых» и «Шпионка». Зрителей, которые не смотрели сериал или пропустили какие-то серии, было тяжело привлечь и удержать у экранов. Поэтому создатели намеренно искали баланс между форматом «загадка недели» и полностью построенным на одном сюжете сериалом. Это нашло отражение в росте и развитии персонажей, а также дало возможность написать отдельно стоящие эпизоды, объединенные в общую вселенную. Однако в более поздних сезонах структура сериала стала подразумевать более длинные сюжетные арки, на развитии которых и сосредоточились создатели, продолжая заключать законченные истории в отдельные серии.
Для создания эффекта преемственности авторы заложили в более ранние эпизоды элементы, которые играли значительную роль в дальнейшем развитии сериала. Для некоторых элементов уже был готов план на дальнейшее использование в сериале, в то время как другие только должны были найти свое место во вселенной «Грани». Исполнительный продюсер Джефф Пинкнер назвал это «созданием мира», именно той составной частью, что и позволила сериалу выбраться из рамок «эпизодического» построения. Продюсеры подчеркивали, что мифология сериала вводится не для того, чтобы связать эпизоды воедино, а чтобы «показать решения, которые повлекут за собой последствия».
Такие элементы мифологии, как параллельная вселенная, были задуманы изначально, хотя решения о том, как и когда ввести её в сериал, принимались уже по ходу производства. Самым острым вводом в сюжет параллельной вселенной стал конец 1 сезона, где в серии «У всего есть свой двойник» зрители видят башни-близнецы Всемирного торгового центра, не разрушенные в параллельной вселенной. Другие составные части телевизионного мира «Грани» развивались по ходу действия. Изначально параллельной вселенной не планировалось уделять много времени, но в 3 сезоне возникла идея проведения целых эпизодов исключительно в альтернативном мире. Это потребовало развития альтернативных персонажей, что предоставило создателям «полный простор воображения». Точно так же, как и «стирание» Питера Бишопа из временной линии в конце 3 сезона, что было рискованным ходом, однако дало возможность «перезапустить» межчеловеческие отношения персонажей и «заставить зрителей иногда чувствовать себя неуютно».

### Производство
После утверждения концепции шоу Абрамс стал искать студии для реализации своего проекта. Это не составило труда, поскольку и Warner Bros. Television, и the Fox Television Network давно хотели поработать с телевизионными проектами Абрамса. В качестве шоураннера и исполнительного продюсера был приглашён Джефф Пинкнер, с которым Абрамс работал на съемках сериалов «Шпионка» и «Остаться в живых». Начиная со второго сезона вместе с Пинкнером эти обязанности исполнял Дж. Х. Уаймен, для которого это был первый опыт работы с жанром научной фантастики. Перед началом работы над пятым сезоном Пинкнер объявил, что покидает сериал, и Уайман остался единственным шоураннером.
Музыку для пилотного эпизода написал Майкл Джаккино, с которым Абрамс часто сотрудничал до этого, начиная со второго сезона композитором сериала стал Крис Тилтон. Музыка к вступительной заставке была написана самим Дж. Дж. Абрамсом.
Двухчасовой пилотный эпизод снимали в Торонто (Канада). Его стоимость составила $10 млн. В качестве сета декораций для лаборатории Уолтера Бишопа в Гарварде использовался подвал одной из старых церквей города, антураж которой был воссоздан на искусственном сете во время дальнейших съемок в Нью-Йорке и Ванкувере. Декорации лаборатории были придуманы Кэрол Спир, которая работала в качестве дизайнера на нескольких фильмах Кроненберга. Также создателям пришлось найти новую корову для лаборатории из-за запрета на вывоз скота из Канады в США. В качестве Гарвардского университета в первом сезоне сериала выступили несколько других высших учебных заведений, в том числе Институт Пратта и Йельский университет, Университет Торонто.
В феврале 2009 года было объявлено, что, если сериал будет продлен на 2 сезон, то съемки переместятся в Торонто с целью экономии. Джефф Пинкнер пояснял, что, несмотря на хорошую съемочную бригаду и удачное расположение, отказ от продления программы возмещения налоговых издержек для кино- и телекомпаний вынуждает их покинуть город из-за бюджетных ограничений. (Программа всё же была продлена уже после решения о переезде съемок).
В Ванкувере в качестве фасадов и кампуса Гарвардского университета служили таковые Университета Британской Колумбии.
«Грань» изначально преподносился каналом Fox как часть инициативы «Remote-Free TV»: серии были немного длиннее, чем обычно у драматических сериалов (50 минут), что стало возможным благодаря уменьшению рекламы. Позднее хронометраж был сокращён до стандартного.

### Кастинг
Три главных персонажа «Грани», Оливия, Питер и Уолтер, были центром притяжения концепции сериала. Ещё на ранних стадиях создатели осознали, что «история отношений отца и сына и отношения между напарниками будут притягательными для зрителя и легко осуществимыми». Они позволили создать героев с историей, которая могла бы проявлять себя в нескольких эпизодах и сезонах, став длинной сюжетной аркой, обеспечивающей непрерывность действия.
Персонажи отличались от типичных героев процедуральных драм. У них не было чёткой ролевой задачи на эпизод, вместо этого они «пользовались эмоциональной памятью и взаимодействовали на эмоциональном уровне». Это дало возможность вводить и убирать персонажей, оказывать большее влияние на других героев.
Первыми получили свои роли Керк Асеведо (Чарли Фрэнсис) и Марк Вэлли (Джон Скотт). Чуть позднее к составу присоединились Джон Ноубл в роли безумного ученого доктора Уолтера Бишопа и Лэнс Реддик в роли агента Департамента национальной безопасности Филлипа Бройлза. Следом были объявлены исполнители ролей агентов ФБР Оливии Данэм (австралийская актриса Анна Торв) и Астрид Фарнсуорт (Джесика Николь), а также управляющей компанией «Мэссив Дайнэмик» Нины Шарп (обладательница «Тони» Блэр Браун). Последним в списке исполнителей главных героев появилось имя Джошуа Джексона в роли Питера Бишопа.
В апреле 2009 года было объявлено, что Леонард Нимой появится в «Грани» в роли Уильяма Белла, бывшего соратника и партнёра Уолтера Бишопа, в последнем эпизоде первого сезона, который также представит параллельную вселенную. Нимой повторил свою роль, появившись в продолжении сцены, завершившей первый сезон, а Орси назвал его персонажа «первым ответом на еще бо́льшие вопросы». После ухода Нимоя из актёрской профессии судьба его персонажа, погибшего в конце второго сезона, казалась решённой. Однако в феврале 2011 года он подтвердил своё возвращение в проект. Он озвучил своего героя в 19 эпизоде третьего сезона, и предстал в качестве главного антагониста в изменённой временной линии в двухсерийном финале четвертого.

## Особенности трансляции

### Глифы
Перед перерывами на рекламу зрители видят символы на черном фоне. В одном из интервью Дж. Дж. Абрамс признался, что эти символы – глифы, и они имеют скрытое значение. «Это небольшие загадки, которые мы вставили для людей, которым хочется их разгадать, но зрителям не нужно специально ломать над этим голову, когда они смотрят сериал». Абрамс также раскрыл, что все они являются частью «кода сериала», даже лягушка с пропечатанной греческой буквой Фи на спине. Код был разгадан одним из зрителей, который обнаружил, что это простой подстановочный шифр, в котором можно прочитать слово, имеющее ключевое значение для конкретного эпизода. Так, например, в «Пилоте» 8 глифов составили слово «observer» (рус. наблюдатель). Иногда глифы носят существенное значение для сюжета серии, например, бабочка в эпизоде «Окно Джохари» (2x12) или морской конек в «Наследии Бишопа» (2x14).

### Вступительная заставка
Стандартной вступительной заставкой сериала служили сменяющиеся изображения глифов и слов, ассоциирующихся с наукой «за гранью»: телепортация, тёмная материя, пирокинез и другие. Начиная с двух финальных серий  второго сезона, для серий, действие которых происходит в основном в параллельной вселенной, использовался новый дизайн заставки, окрашенный в красные цвета вместо голубых и использующий термины «альтернативной науки «за гранью»: гипноз, нейронаука. Изменение цветовых схем привело к тому, что некоторые фанаты сериала стали называть изначальную вселенную Голубой, а альтернативную Красной. В восьмом эпизоде «Переход», использовались обе версии, поскольку время эпизода было практически поровну разделено между вселенными. В двух флешбэках «Питер» (2х15) и «Объект № 13» (3х15) была показана альтернативная заставка, с использованием ретро-графики 1980-х гг. и соответствующих терминов (персональный компьютер, генная инженерия и др.). В заставке антиутопического финала 3 сезона можно увидеть тона черного и серого и слова «надежда» и «вода». В четвертом сезоне цвет заставки стал янтарным, что дало начало термину «янтарная временная линия». В 19 эпизоде 4 сезона и в течение всего 5 сезона, действие которых происходит в антиутопическом будущем, заставка была выполнена в холодных тонах, а появляющиеся слова обозначали понятия, исчезнувшие из этого будущего: «инакомыслие», «свободная воля», «свобода».

### Традиция 19-й серии
Начиная со второго сезона, в сериале существовала т.н. «традиция 19-й серии»: в этом эпизоде сезона происходило что-то особенно невероятное или странное. Так, во втором сезоне, официальным 19-м эпизодом которого является «Brown Betty» (без учета в подсчетах вставного эпизода, снятого для первого сезона), совмещены жанры нуарного детектива и мюзикла, а сюжет развивается под влиянием тяжелого соединения марихуаны в организме Уолтера Бишопа. В третьем сезоне 19-й эпизод носит название «ЛСД» и практически полностью является мультипликационным, где Уолтер и Питер Бишопы и Уильям Белл, не без влияния упомянутого вещества, ищут Оливию Данэм в недрах её подсознания. 4 сезон в 19 эпизоде «Документы на транзит» является скрытым пилотом 5 сезона, делая неожиданный скачок в 2036 год, где раскрывается, что наблюдатели захватили этот мир.
Фанатский сайт fringe.wikia.com относит к традиции 19-й серии также эпизод из первого сезона, в котором впервые Оливия осуществляет переход в параллельную вселенную, и 9 эпизод 5 сезона, где Уолтер Бишоп опять под влиянием ЛСД видит галлюцинации в стиле Монти Пайтона и свою погибшую ассистентку Карлу Уоррен.

## В ролях

### Основной состав
| Актёр          | Персонаж            | Сезоны    | Сезоны       | Сезоны       | Сезоны    | Сезоны    |
| Актёр          | Персонаж            | 1         | 2            | 3            | 4         | 5         |
| -------------- | ------------------- | --------- | ------------ | ------------ | --------- | --------- |
| Анна Торв      | Оливия Данэм        | Постоянно | Постоянно    | Постоянно    | Постоянно | Постоянно |
| Джошуа Джексон | Питер Бишоп         | Постоянно | Постоянно    | Постоянно    | Постоянно | Постоянно |
| Джон Ноубл     | доктор Уолтер Бишоп | Постоянно | Постоянно    | Постоянно    | Постоянно | Постоянно |
| Лэнс Реддик    | Филлип Бройлз       | Постоянно | Постоянно    | Постоянно    | Постоянно | Период.   |
| Джесика Николь | Астрид Фарнсуорт    | Постоянно | Постоянно    | Постоянно    | Постоянно | Постоянно |
| Блэр Браун     | Нина Шарп           | Постоянно | Постоянно    | Постоянно    | Постоянно | Период.   |
| Керк Асеведо   | Чарли Фрэнсис       | Постоянно | Постоянно    | Период.      |           |           |
| Марк Вэлли     | Джон Скотт          | Постоянно |              |              |           |           |
| Сет Гейбл      | Линкольн Ли         |           | Периодически | Периодически | Постоянно | Гость     |

### Второстепенный состав
| Актёр            | Персонаж                     | Сезоны       | Сезоны       | Сезоны       | Сезоны       | Сезоны       |
| Актёр            | Персонаж                     | 1            | 2            | 3            | 4            | 5            |
| ---------------- | ---------------------------- | ------------ | ------------ | ------------ | ------------ | ------------ |
| Майкл Серверис   | Сентябрь/Наблюдатель/Дональд | Периодически | Периодически | Периодически | Периодически | Периодически |
| Эри Грейнор      | Рэйчел Данэм                 | Периодически | Периодически |              |              |              |
| Лили Пилблад     | Элла Блейк                   | Периодически | Периодически | Периодически |              |              |
| Леонард Нимой    | Доктор Уильям Белл           | Гость        | Период.      | Гость        | Период.      |              |
| Майкл Гэстон     | Санфорд Харрис               | Период.      |              |              |              |              |
| Джаред Харрис    | Дэвид Роберт Джонс           | Период.      |              |              | Период.      |              |
| Чанс Келли       | Митчелл Лоэб                 | Период.      |              |              |              |              |
| Райан Макдональд | Брэндан Файетт               |              | Периодически | Периодически | Гость        |              |
| Кевин Корриган   | Сэмюель Уайсс                |              | Периодически | Периодически |              |              |
| Себастьян Роше   | Томас Джером Ньютон          |              | Периодически | Периодически |              |              |
| Орла Брейди      | Элизабет Бишоп               |              | Период.      | Гость        | Гость        |              |
| Филип Уинчестер  | Фрэнк Стэнтон                |              | Гость        | Период.      |              |              |
| Мишель Крусик    | Надин Парк                   |              |              |              | Период.      |              |
| Джорджина Хэйг   | Генриетта «Этта» Бишоп       |              |              |              | Гость        | Период.      |
| Майкл Копса      | Капитан Виндмарк             |              |              |              | Гость        | Период.      |

## Обзор сезонов
| Сезон | Сезон | Эпизоды | Оригинальная дата выхода | Оригинальная дата выхода |
| Сезон | Сезон | Эпизоды | Премьера сезона          | Финал сезона             |
| ----- | ----- | ------- | ------------------------ | ------------------------ |
|       | 1     | 20      | 9 сентября 2008          | 12 мая 2009              |
|       | 2     | 23      | 17 сентября 2009         | 20 мая 2010              |
|       | 3     | 22      | 23 сентября 2010         | 6 мая 2011               |
|       | 4     | 22      | 23 сентября 2011         | 11 мая 2012              |
|       | 5     | 13      | 28 сентября 2012         | 18 января 2013           |

### 1 сезон
Агент ФБР Оливия Данэм привлекает к работе в спецструктуре когда-то авторитетного ученого Уолтера Бишопа, уже 17 лет находящегося в психиатрической лечебнице, так как верит, что только он может помочь ей спасти напарника. «В комплекте» к доктору Бишопу идёт его сын Питер, как законный опекун, которого никто не ждет в Бостоне, кроме громил, которым он должен денег. Старший агент ДНБ полковник Филипп Бройлз, возглавляющий подразделение «Грань», приглашает агента Данэм присоединиться к этому отделу, который занимается расследованием цепочки загадочных событий известных как «Образец». Вскоре агент Данэм и её команда раскрывает присутствие неких «наблюдателей» — таинственных лысых людей без эмоций, способных предугадывать будущее. Многие нити расследования приводят команду «Грань» в корпорацию «Мэссив Дайнэмик», чей руководитель Уильям Белл некогда был соратником доктора Бишопа, а управляющая Нина Шарп больше скрывает секретов, чем явно помогает в раскрытии дел. В ходе расследования событий «Образца» Оливия выясняет, что в детстве она была в экспериментальной группе Уолтера Бишопа, где на ней и ее одноклассниках испытывали лекарство кортексифан, чтобы сделать из них «защитников в войне с параллельной вселенной». Следы «Образца» ведут к Дэвиду Роберту Джонсу — бывшему помощнику Уильяма Белла, руководителю международного террористического сообщества ZFT («Zerstörung durch Fortschritte der Technologie» — рус. Разрушение через технологический прогресс). Джонс сейчас ищет способ попасть в параллельную вселенную (точно такой же мир, как наш, только немного более технически развитый), чтобы столкнуть их и разрушить одну из них. Питер Бишоп закрывает проход в другую вселенную ровно в тот момент, когда Джонс переходит, и убивает его.

### 2 сезон
Команда «Грань» сталкивается с «оборотнями» — полулюдьми-полуроботами, агентами параллельной вселенной. Имея возможность принять форму любого человека, они проникают в органы власти, силовые структуры и даже в подразделение «Грань». Оливия Данэм, предупрежденная об опасности этих существ Уильямом Беллом, и ее команда всеми силами борется с ними, но силы неравны. «Оборотни» похищают Уолтера Бишопа и узнают у него, как открыть дверь между мирами, ведь он единственный, кому это удалось сделать в своё время. Однако именно это ослабило границу между ними, что объясняет многие события «Образца». Оливия вынуждена «активировать» свои способности, которые ей дал кортексифан, чтобы иметь преимущество в определении объектов с Той Стороны. Питер Бишоп узнает, что его отец не просто открыл дверь между мирами, он привёл из другого мира его самого, чтобы вылечить от смертельной болезни. Питер «возвращается домой», не подозревая, что его настоящий отец хочет использовать его в своих планах по разрушению Этой Стороны. Оливия и Уолтер следуют за ним.

### 3 сезон
В изначальной вселенной Лже-Оливия выполняет задания Альт-Уолтера по поиску деталей для «устройства судного дня», в то время как настоящая Оливия в параллельном мире пытается всеми силами держаться за свою жизнь, пока над ней проводят эксперименты по внедрению воспоминаний ее двойника. Уолтер, унаследовав от Уильяма Белла «Мэссив Дайнэмик», подключает ее ресурсы для поиска деталей и сборки собственного устройства, которое по всем показателям может активировать только Питер, но никто не знает, что с ним случится после приведения в действие. Оливии удается вернуться домой, в то время как ее двойник эвакуируется на Ту Сторону. Теперь уже на обеих сторонах понимают, что устройство уничтожит одну из вселенных. Поэтому по приказу Альт-Уолтера на Той Стороне ускоряют беременность Лже-Оливии, которая была в отношениях с Питером, и берут ДНК ее сына для активации машины. Уолтер знает, что, чтобы спасти мир, ему придется пожертвовать сыном. Питер входит в машину и видит будущее, которое ему предстоит изменить.

### 4 сезон
Уолтер Бишоп начинает видеть галлюцинации молодого человека в отражающихся поверхностях. Оливия Данэм работает с новым напарником Линкольном Ли. Между вселенными налажен «мост» для обмена информацией и борьбы с новым поколением «оборотней». Никто не помнит Питера Бишопа, который внезапно появляется посреди озера Рейден, где он, по утверждению Наблюдателей, утонул в 1985 году. Питер пытается вернуться в свою временную линию, но ни Уолтер, ни его двойник не могут ему помочь в этом. Также он пытается вернуть отношения с Оливией, которая, под воздействием кортексифана, начинает вспоминать его. Наблюдатель Сентябрь рассказывает Питеру, что он был «стёрт» только на некоторое время, чтобы избежать временного парадокса. Когда Уильям Белл и Дэвид Роберт Джонс, не погибавшие в этой временной линии, возвращаются с новым поколением «оборотней», представители двух миров решают закрыть «мост», чтобы сохранить хрупкий баланс. Питера, Оливию и Уолтера ждёт финальный бой за выживание двух миров.

### 5 сезон
2036 год. Наблюдатели вторглись в эту временную линию, поскольку Земля в 2600-х годах стала непригодной для жизни. Жители разделены на Лоялистов, которые подчинились захватчикам и работают на них, и Уроженцев. В глубоком подполье действует сопротивление. Команда «Грань» была заморожена в «янтаре» больше 20 лет. Дочь Питера и Оливии Генриетта находит их, освобождает, и теперь от них зависит осуществление плана по избавлению мира от захватчиков. Уолтер в результате опытов наблюдателей теряет память, надежда только на кассеты, записанные им в 2015 году, и загадочного Дональда, который помогал ему в этом. Оливия и Питер проходят через испытание смертью своей дочери, но им удается сохранить брак и любовь друг к другу. Дональд, которым оказывается «разжалованный» за помощь Уроженцам Сентябрь, и Уолтер приводят свой план в исполнение. Питер произносит слова, которых так ждал его отец. Временная линия снова перезапущена.

## Мир «Грани»

### Кортексифан
Кортексифан — ноотропический препарат, разработанный Уолтером Бишопом и Уильямом Беллом в начале 1980-х годов для повышения эффективности человеческого мозга. Испытания кортексифана проходили на детях в университете Огайо и на военной базе в Джексонвилле, Флорида. Там одной из подопытных была Оливия Данэм. Белл и Бишоп разработали теорию, что человеческий мозг обладает безграничными возможностями при рождении, но потом ограничивает сам себя в результате влияния внешней среды. Кортексифан был направлен на снятие этих барьеров. Подопытные проявляли различные паранормальные способности: телекинез, повышенную эмпатию, пирокинез, способность читать мысли и др. Также они могли переходить в другую вселенную без специальных устройств, удерживать ментальную связь со своими двойниками
, а иногда и со своими партнёрами по эксперименту. Ученые, предвидя вред, нанесенный границе между вселенными, верили, что создавали защитников в грядующей войне против Той Стороны. Испытания кортексифана прекратились в 1986 году. Многие подопытные сохранили эффект от лекарства на всю оставшуюся жизнь. Также кортексифан обеспечивал регенерацию тканей, что продемонстрировал Уильям Белл в новой временной линии, принимая его чтобы вылечиться от лимфомы, но это обеспечило лишь временную ремиссию. Более лучшую регенерацию продемонстрировала Оливия Данэм, при получении огнестрельного ранения в голову, в данном случае кортексифан поспособствовал полному восстановлению её поврежденных мозговых тканей. Прием кортексифана взрослыми, в большинстве случаев заканчивался летальным исходом, в виду измененных с возрастом нейронных структур мозга, что показали опыты Альт-Уолтера, где большинство подопытных умерли через пол часа после приема первой дозы.

### Оборотни
«Оборотнями» (англ. Shape-shifters, досл. меняющие форму) были названы полумеханические-полуорганические гибриды, обладающие способностью принимать внешность любого (обычно убитого ими) человека. Оборотни были разработаны Уильямом Беллом в параллельной вселенной с помощью технологий Альт-Уолтера Бишопа. Оборотни обладают повышенной выносливостью и силой, ловкостью и болевым порогом. Вместо крови по их венам течет ртуть, что позволяет им безопасно перемещаться между вселенными. Оборотни развиваются из эмбриона в гуманоидное существо, затем с помощью специального устройства принимают свою первую форму. Устройства уникальны, настроены под каждого конкретного гибрида. В основании позвоночника у оборотней расположено «хранилище памяти», где хранится информация об их предыдущих обликах, а также о жизни их текущих форм, что позволяет им интегрироваться в чужие жизни. Оборотни, как правило, убивают и принимают форму людей, которые имеют доступ к определенным местам или информации, а также людей, чье положение позволит им иметь такой доступ постоянно.
Второе поколение оборотней (в изменённой временной линии) было создано Дэвидом Робертом Джонсом на основе первого поколения и качественно отличалось от предыдущего тем, что оборотни могли запоминать предыдущие формы и менять их по своему желанию. Также им не требовалось для этого специальных устройств. Они могли воспроизводить ДНК своих жертв, что сделало их практически недоступными для обнаружения и идентификации. Однако Джонс вложил в каждого созданного им оборотня маячок, чтобы присматривать за ними. Когда подразделение «Грань» по ту сторону получило доступ к этой информации, они смогли определить положение всех оборотней и начать работу по их нейтрализации.

### Янтарь
Янтарь (научное название Янтарь 31422) — субстанция, созданная в конце 1980-х годов Альт-Уолтером для закрытия дыр и червоточин в структуре вселенной. К 1989 году, будучи уже Министром обороны, он разработал процедуру применения янтаря: вещество распылялось в газообразном состоянии и в считанные секунды затвердевало, закрывая возможные прорехи в структуре вселенной. Отрицательной стороной янтаря является то, что, если люди или другие живые существа попадали в карантинную зону, то они оставались застывшими в янтаре и юридически признавались погибшими. Это являлось поводом для протестов против создания карантинных янтарных зон. Однако янтарь являлся лишь сдерживающим фактором, не предотвращая появления новых разрывов. В 2010 году Альт-Уолтер раскрыл тот факт, что люди, попавшие в процедуру применения янтаря, не мертвы, а лишь находятся в состоянии заморозки, а значит могут быть спасены. Но каждое разрушение застывшего янтаря ослабляет его структуру, что приводит к риску открытия черных дыр. После создания моста между вселенными Другой Стороне удалось открыть несколько карантинных зон.

## Международная трансляция
17 сентября 2008 года, премьеру увидели и в Австралии; в Великобритании премьера прошла на канале Sky1 5 октября; в Швеции 2 октября на Kanal 5; 1 октября на канале TV3 в Ирландии того же года. В России сериал начал транслироваться телеканалом ТВ3 весной 2010 года в переводе студии ROOM13. На Украине сериал был запущен 14 сентября 2009 года на Новом канале.